# Mont Mather
Pour les articles homonymes, voir Mather.
Le mont Mather (en anglais : Mount Mather) est un sommet du borough de Denali, dans l'État américain de l'Alaska. Il culmine à 3 695 mètres d'altitude dans la chaîne d'Alaska. Il est protégé au sein des parc national et réserve de Denali ainsi que de la Denali Wilderness.